# Rudolf Frey (Regisseur)
Rudolf Frey (* 1983 in Salzburg) ist ein österreichischer Regisseur für Schauspiel und Musiktheater und seit 2007 als freier Regisseur tätig.

## Leben und Wirken
Frey begann seine künstlerische Laufbahn als Regieassistent am Burgtheater Wien, wo er seit 2004 engagiert war, und zusätzlich u. a. bei der Ruhrtriennale in Essen sowie den Salzburger Festspielen. In dieser Zeit arbeitete u. a. mit Regisseuren wie Andrea Breth, Karin Beier, Luc Bondy, Martin Kušej, David McVicar und Robert Carsen zusammen.
Seit 2007 ist er als freier Regisseur für Schauspiel und Musiktheater tätig, u. a. an der Staatsoper Stuttgart, am Staatstheater am Gärtnerplatz, Burgtheater Wien, Welsh National Opera, Royal Opera House Muscat, Meininger Staatstheater, Schauspielhaus Wien, Salzburger Landestheater, Tiroler Landestheater Innsbruck, Landestheater Niederösterreich und dem Schauspielhaus Salzburg. Außerdem führte er Regie bei internationalen Festivals wie dem Savonlinna Opera Festival den Internationalen Gluck Opern-Festspielen und bei Duisburger Akzente.
Für seine Inszenierungen von Geschichten aus dem Wiener Wald und Die Csárdásfürstin erhielt er 2013 den Kurt-Hübner-Regiepreis der Deutschen Akademie der Darstellenden Künste.
Frey war mehrfach Juror der Autorenreihe „Stück-für-Stück“ am Schauspielhaus Wien und war dort 2012 in der Entwicklung und Projektleitung einer Theaterserie über Franz Schubert tätig. Ebenfalls war er Mitglied der Jury beim Österreichischen Musiktheaterpreis in den Kategorien Regie und Ausstattung sowie szenischer Studienleiter bei der Internationalen Opernwerkstatt in Sigriswil.
Im Juni 2021 wurde er als Nachfolger von Irene Girkinger zum Intendanten der Vereinigten Bühnen Bozen ab der Spielzeit 2023/24 bestellt.

## Inszenierungen (Auswahl)
- Maria Stuarda von Gaetano Donizetti, Welsh National Opera Cardiff[2]
- Der Rosenkavalier von Richard Strauss, Staatstheater Meiningen[2]
- Le petit Faust von Hervé, Staatstheater am Gärtnerplatz, München[2]
- Ifigenia in Tauride von Tommaso Traetta, Rokokotheater Schwetzingen, Internationale Gluck Oper-Festspiele in Erlangen[2]
- Die Csárdásfürstin von Emmerich Kálmán Staatstheater Meiningen[2]
- Geschichten aus dem Wienerwald von Ödön von Horváth, Schauspielhaus Salzburg[2]
- Hiob von Joseph Roth, Schauspielhaus Salzburg[2]
- Die Zauberflöte von W. A. Mozart, Staatstheater Meiningen[2]
- Ein fliehendes Pferd, von Martin Walser, Altes Schauspielhaus Stuttgart[2]
- Fidelio von Ludwig van Beethoven, Landestheater Coburg[2]
- Ungeduld des Herzens, nach Stefan Zweig, Schauspielhaus Salzburg[2]
- West Side Story von Leonard Bernstein, Vereinigte Bühnen Bozen[2]
- Nabucco von Giuseppe Verdi, Staatsoper Stuttgart[2]

## Auszeichnungen
- 2013: Kurt-Hübner-Regiepreis